# 会田大也
会田 大也（あいだ だいや、1976年 - ）は、日本のエデュケーター。

## 概要
東京生まれ。
2000年東京造形大学造形学部デザイン学科造形計画専攻卒業。
2003年情報科学芸術大学院大学IAMAS修了。2003年開館当初より11年間、山口情報芸術センター（YCAM）の教育普及担当。
第6回キッズデザイン大賞を受賞。担当企画展示「コロガルパビリオン」が、第17回文化庁メディア芸術祭審査委員会推薦作品受賞。一連の「コロガル公園」シリーズは2014年度グッドデザイン賞を受賞。2013年、国際交流基金主催の日・ASEAN友好40周年事業 国際巡回メディアアート展「MEDIA/ART KITCHEN」キュレーターに選出。
2014年より東京大学大学院ソーシャルICTグローバル・クリエイティブ・リーダー[GCL]育成プログラム特任助教。他に、伊勢丹cocoikuプログラム監修、VIVITA株式会社企画担当、Mistletoe株式会社フェローなど。